# Black Oak Arkansas
Black Oak Arkansas je americká southern rocková skupina. Skupina byla pojmenována po městě, ve kterém vznikla, Black Oak ve státě Arkansas. Jediný člen, který ve skupině funguje od jejího založení dodnes je Jim „Dandy“ Mangrum. Ve skupině se za celou dobu její existence prostřídalo několik desítek hudebníků.

## Diskografie
- Black Oak Arkansas – 1971
- Keep The Faith – 1972
- If An Angel Came To See You Would You Make Her Feel At Home? – 1972
- Raunch 'N' Roll Live – 1973
- High on the Hog – 1973
- Street Party – 1974
- Ain't Life Grand – 1975
- X-Rated – 1975
- Live! Mutha – 1976
- Balls of Fire – 1976
- Race With The Devil - 1977
- The Black Attack Is Back – 1986 (jako Jim Dandy Black Oak Arkansas)
- Live on the King Biscuit Flower Hour 1976 – 1998
- The Wild Bunch – 1999 (jako Jim Dandy's Black Oak Arkansas)